# Premios de la National Women's Soccer League
Los Premios de la National Women's Soccer League (NWSL) son una serie de Premios anuales otorgados por la NWSL desde la inauguración de la liga en el año 2013. Incluyen: Botín de Oro, Jugadora Más Valiosa, Defensora del Año, Portera del Año, Novata del Año y Entrenador del Año.Son votados por los medios (25%), los entrenadores, propietarios de clubes (25%) y las jugadoras (50%).[cita requerida]
Además, periodistas, oficiales de club y jugadoras de la NWSL votan al Mejor Once y Segundo Mejor Once de la temporada.Para el Mejor Once se seleccionan cuatro defensoras y una combinación de seis mediocampistas y delanteras; con un mínimo de una delantera y un máximo de tres delanteras. La Portera del Año es automáticamente incluida en el Mejor Once. El Segundo Mejor Once está compuesto por las segundas jugadoras mejor votadas en cada puesto que no entraron en el Mejor Once.

## Jugadora Más Valiosa
| Año  | Jugadora       | Club                   | Ref.   |
| ---- | -------------- | ---------------------- | ------ |
| 2013 | Lauren Holiday | FC Kansas City         | [ 3 ]  |
| 2014 | Kim Little     | Seattle Reign FC       | [ 4 ]  |
| 2015 | Crystal Dunn   | Washington Spirit      | [ 5 ]  |
| 2016 | Lynn Williams  | Western New York Flash | [ 6 ]  |
| 2017 | Sam Kerr       | Sky Blue FC            | [ 7 ]  |
| 2018 | Lindsey Horan  | Portland Thorns FC     | [ 8 ]  |
| 2019 | Sam Kerr       | Chicago Red Stars      | [ 9 ]  |
| 2021 | Jess Fishlock  | OL Reign               | [ 10 ] |
| 2022 | Sophia Smith   | Portland Thorns FC     | [ 11 ] |
| 2023 | Kerolin        | North Carolina Courage | [ 12 ] |
| 2024 | Temwa Chawinga | Kansas City Current    | [ 13 ] |

## Botín de Oro
| Año  | Jugadora       | Club                   | Goles | Ref.   |
| ---- | -------------- | ---------------------- | ----- | ------ |
| 2013 | Lauren Holiday | FC Kansas City         | 12    | [ 3 ]  |
| 2014 | Kim Little     | Seattle Reign FC       | 16    | [ 14 ] |
| 2015 | Crystal Dunn   | Washington Spirit      | 15    | [ 15 ] |
| 2016 | Lynn Williams  | Western New York Flash | 11    | [ 16 ] |
| 2017 | Sam Kerr       | Sky Blue FC            | 17    | [ 17 ] |
| 2018 | Sam Kerr       | Chicago Red Stars      | 16    | [ 18 ] |
| 2019 | Sam Kerr       | Chicago Red Stars      | 18    | [ 19 ] |
| 2021 | Ashley Hatch   | Washington Spirit      | 10    | [ 20 ] |
| 2022 | Alex Morgan    | San Diego Wave FC      | 15    | [ 21 ] |
| 2023 | Sophia Smith   | Portland Thorns FC     | 11    | [ 22 ] |
| 2024 | Temwa Chawinga | Kansas City Current    | 20    | [ 23 ] |

## Defensora del Año
| Año  | Jugadora         | Club                   | Ref.   |
| ---- | ---------------- | ---------------------- | ------ |
| 2013 | Becky Sauerbrunn | FC Kansas City         | [ 3 ]  |
| 2014 | Becky Sauerbrunn | FC Kansas City         | [ 24 ] |
| 2015 | Becky Sauerbrunn | FC Kansas City         | [ 25 ] |
| 2016 | Lauren Barnes    | Seattle Reign FC       | [ 26 ] |
| 2017 | Abby Dahlkemper  | North Carolina Courage | [ 27 ] |
| 2018 | Abby Erceg       | North Carolina Courage | [ 28 ] |
| 2019 | Becky Sauerbrunn | Utah Royals FC         | [ 29 ] |
| 2021 | Caprice Dydasco  | NJ/NY Gotham FC        | [ 30 ] |
| 2022 | Naomi Girma      | San Diego Wave FC      | [ 31 ] |
| 2023 | Naomi Girma      | San Diego Wave FC      | [ 32 ] |
| 2024 | Emily Sams       | Orlando Pride          | [ 33 ] |

## Portera del Año
| Año  | Jugadora          | Club               | Ref.   |
| ---- | ----------------- | ------------------ | ------ |
| 2013 | Nicole Barnhart   | FC Kansas City     | [ 3 ]  |
| 2014 | Alyssa Naeher     | Boston Breakers    | [ 34 ] |
| 2015 | Michelle Betos    | Portland Thorns FC | [ 35 ] |
| 2016 | Ashlyn Harris     | Orlando Pride      | [ 36 ] |
| 2017 | Adrianna Franch   | Portland Thorns FC | [ 37 ] |
| 2018 | Adrianna Franch   | Portland Thorns FC | [ 38 ] |
| 2019 | Aubrey Bledsoe    | Washington Spirit  | [ 39 ] |
| 2021 | Aubrey Bledsoe    | Washington Spirit  | [ 40 ] |
| 2022 | Kailen Sheridan   | San Diego Wave FC  | [ 41 ] |
| 2023 | Jane Campbell     | Houston Dash       | [ 42 ] |
| 2024 | Ann-Katrin Berger | NJ/NY Gotham FC    | [ 43 ] |

## Novata del Año
| Año  | Jugadora           | Club                   | Ref.   |
| ---- | ------------------ | ---------------------- | ------ |
| 2013 | Erika Tymrak       | FC Kansas City         | [ 3 ]  |
| 2014 | Julie Johnston     | Chicago Red Stars      | [ 44 ] |
| 2015 | Danielle Colaprico | Chicago Red Stars      | [ 45 ] |
| 2016 | Raquel Rodríguez   | Sky Blue FC            | [ 46 ] |
| 2017 | Ashley Hatch       | North Carolina Courage | [ 47 ] |
| 2018 | Imani Dorsey       | Sky Blue FC            | [ 48 ] |
| 2019 | Bethany Balcer     | Reign FC               | [ 49 ] |
| 2021 | Trinity Rodman     | Washington Spirit      | [ 50 ] |
| 2022 | Naomi Girma        | San Diego Wave FC      | [ 31 ] |
| 2023 | Jenna Nighswonger  | NJ/NY Gotham FC        | [ 51 ] |
| 2024 | Croix Bethune      | Washington Spirit      | [ 52 ] |

## Entrenador del Año
| Año  | Jugadora           | Club                   | Ref.   |
| ---- | ------------------ | ---------------------- | ------ |
| 2013 | Vlatko Andonovski  | FC Kansas City         | [ 3 ]  |
| 2014 | Laura Harvey       | Seattle Reign FC       | [ 53 ] |
| 2015 | Laura Harvey       | Seattle Reign FC       | [ 54 ] |
| 2016 | Mark Parsons       | Portland Thorns FC     | [ 55 ] |
| 2017 | Paul Riley         | North Carolina Courage | [ 56 ] |
| 2018 | Paul Riley         | North Carolina Courage | [ 57 ] |
| 2019 | Vlatko Andonovski  | Reign FC               | [ 58 ] |
| 2021 | Laura Harvey       | OL Reign               | [ 59 ] |
| 2022 | Casey Stoney       | San Diego Wave FC      | [ 60 ] |
| 2023 | Juan Carlos Amorós | NJ/NY Gotham FC        | [ 61 ] |
| 2024 | Seb Hines          | Orlando Pride          | [ 62 ] |

## Equipos del Año

### 2013
| Posición      | Jugadora           | Club                   |
| ------------- | ------------------ | ---------------------- |
| Portera       | Nicole Barnhart    | FC Kansas City         |
| Defensora     | Christie Rampone   | Sky Blue FC            |
| Defensora     | Leigh Ann Robinson | FC Kansas City         |
| Defensora     | Becky Sauerbrunn   | FC Kansas City         |
| Defensora     | Brittany Taylor    | Western New York Flash |
| Mediocampista | Lori Chalupny      | Chicago Red Stars      |
| Mediocampista | Jess Fishlock      | Seattle Reign FC       |
| Mediocampista | Lauren Holiday     | FC Kansas City         |
| Mediocampista | Diana Matheson     | Washington Spirit      |
| Delantera     | Sydney Leroux      | Boston Breakers        |
| Delantera     | Abby Wambach       | Western New York Flash |

| Posición      | Jugadora           | Club                   |
| ------------- | ------------------ | ---------------------- |
| Portera       | Adrianna Franch    | Western New York Flash |
| Defensora     | Rachel Buehler     | Portland Thorns        |
| Defensora     | Caitlin Foord      | Sky Blue FC            |
| Defensora     | Ali Krieger        | Washington Spirit      |
| Defensora     | Lauren Sesselmann  | FC Kansas City         |
| Mediocampista | Megan Rapinoe      | Seattle Reign FC       |
| Mediocampista | Desiree Scott      | FC Kansas City         |
| Mediocampista | Erika Tymrak       | FC Kansas City         |
| Delantera     | Alex Morgan        | Portland Thorns        |
| Delantera     | Lianne Sanderson   | Boston Breakers        |
| Delantera     | Christine Sinclair | Portland Thorns        |

### 2014
Fuente:
| Posición      | Jugadora         | Club               |
| ------------- | ---------------- | ------------------ |
| Portera       | Alyssa Naeher    | Boston Breakers    |
| Defensora     | Kendall Fletcher | Seattle Reign FC   |
| Defensora     | Ali Krieger      | Washington Spirit  |
| Defensora     | Christie Rampone | Sky Blue FC        |
| Defensora     | Becky Sauerbrunn | FC Kansas City     |
| Mediocampista | Verónica Boquete | Portland Thorns FC |
| Mediocampista | Jess Fishlock    | Seattle Reign FC   |
| Mediocampista | Kim Little       | Seattle Reign FC   |
| Delantera     | Lauren Holiday   | FC Kansas City     |
| Delantera     | Nahomi Kawasumi  | Seattle Reign FC   |
| Delantera     | Amy Rodriguez    | FC Kansas City     |

| Posición      | Jugadora         | Club                   |
| ------------- | ---------------- | ---------------------- |
| Portera       | Hope Solo        | Seattle Reign FC       |
| Defensora     | Lauren Barnes    | Seattle Reign FC       |
| Defensora     | Stephanie Catley | Portland Thorns FC     |
| Defensora     | Stephanie Cox    | Seattle Reign FC       |
| Defensora     | Julie Johnston   | Chicago Red Stars      |
| Mediocampista | Carli Lloyd      | Western New York Flash |
| Mediocampista | Allie Long       | Portland Thorns FC     |
| Mediocampista | Heather O'Reilly | Boston Breakers        |
| Delantera     | Christen Press   | Chicago Red Stars      |
| Delantera     | Jessica McDonald | Portland Thorns FC     |
| Delantera     | Jodie Taylor     | Washington Spirit      |

### 2015
Fuente:
| Posición      | Jugadora         | Club               |
| ------------- | ---------------- | ------------------ |
| Portera       | Michelle Betos   | Portland Thorns FC |
| Defensora     | Lauren Barnes    | Seattle Reign FC   |
| Defensora     | Julie Johnston   | Chicago Red Stars  |
| Defensora     | Amy LePeilbet    | FC Kansas City     |
| Defensora     | Becky Sauerbrunn | FC Kansas City     |
| Mediocampista | Jess Fishlock    | Seattle Reign FC   |
| Mediocampista | Kim Little       | Seattle Reign FC   |
| Mediocampista | Allie Long       | Portland Thorns FC |
| Delantera     | Crystal Dunn     | Washington Spirit  |
| Delantera     | Christen Press   | Chicago Red Stars  |
| Delantera     | Beverly Yanez    | Seattle Reign FC   |

| Posición      | Jugadora           | Club              |
| ------------- | ------------------ | ----------------- |
| Portera       | Nicole Barnhart    | FC Kansas City    |
| Defensora     | Stephanie Cox      | Seattle Reign FC  |
| Defensora     | Kendall Fletcher   | Seattle Reign FC  |
| Defensora     | Arin Gilliland     | Chicago Red Stars |
| Defensora     | Leigh Ann Robinson | FC Kansas City    |
| Mediocampista | Danielle Colaprico | Chicago Red Stars |
| Mediocampista | Lauren Holiday     | FC Kansas City    |
| Mediocampista | Carli Lloyd        | Houston Dash      |
| Mediocampista | Keelin Winters     | Seattle Reign FC  |
| Delantera     | Sofia Huerta       | Chicago Red Stars |
| Delantera     | Megan Rapinoe      | Seattle Reign FC  |

### 2016
Fuente:
| Posición      | Jugadora         | Club                   |
| ------------- | ---------------- | ---------------------- |
| Portera       | Ashlyn Harris    | Orlando Pride          |
| Defensora     | Lauren Barnes    | Seattle Reign FC       |
| Defensora     | Arin Gilliland   | Chicago Red Stars      |
| Defensora     | Emily Menges     | Portland Thorns FC     |
| Defensora     | Becky Sauerbrunn | FC Kansas City         |
| Mediocampista | Tobin Heath      | Portland Thorns FC     |
| Mediocampista | Allie Long       | Portland Thorns FC     |
| Delantera     | Jessica McDonald | Western New York Flash |
| Delantera     | Kealia Ohai      | Houston Dash           |
| Delantera     | Christen Press   | Chicago Red Stars      |
| Delantera     | Lynn Williams    | Western New York Flash |

| Posición      | Jugadora           | Club              |
| ------------- | ------------------ | ----------------- |
| Portera       | Alyssa Naeher      | Chicago Red Stars |
| Defensora     | Julie Johnston     | Chicago Red Stars |
| Defensora     | Ali Krieger        | Washington Spirit |
| Defensora     | Christie Rampone   | Sky Blue FC       |
| Defensora     | Casey Short        | Chicago Red Stars |
| Mediocampista | Danielle Colaprico | Chicago Red Stars |
| Mediocampista | Vanessa DiBernardo | Chicago Red Stars |
| Mediocampista | Jess Fishlock      | Seattle Reign FC  |
| Mediocampista | Kim Little         | Seattle Reign FC  |
| Delantera     | Crystal Dunn       | Washington Spirit |
| Delantera     | Shea Groom         | FC Kansas City    |

### 2017
Fuente:
| Posición      | Jugadora              | Club                   |
| ------------- | --------------------- | ---------------------- |
| Portera       | Adrianna Franch       | Portland Thorns FC     |
| Defensora     | Casey Short           | Chicago Red Stars      |
| Defensora     | Abby Dahlkemper       | North Carolina Courage |
| Defensora     | Becky Sauerbrunn      | FC Kansas City         |
| Defensora     | Ali Krieger           | Orlando Pride          |
| Mediocampista | Jess Fishlock         | Seattle Reign FC       |
| Mediocampista | Sam Mewis             | North Carolina Courage |
| Mediocampista | McCall Zerboni        | North Carolina Courage |
| Delantera     | Marta Vieira da Silva | Orlando Pride          |
| Delantera     | Sam Kerr              | Sky Blue FC            |
| Delantera     | Christen Press        | Chicago Red Stars      |

| Posición      | Jugadora           | Club                   |
| ------------- | ------------------ | ---------------------- |
| Portera       | Katelyn Rowland    | North Carolina Courage |
| Defensora     | Steph Catley       | Orlando Pride          |
| Defensora     | Abby Erceg         | North Carolina Courage |
| Defensora     | Meghan Klingenberg | Portland Thorns FC     |
| Defensora     | Emily Menges       | Portland Thorns FC     |
| Mediocampista | Danielle Colaprico | Chicago Red Stars      |
| Mediocampista | Julie Ertz         | Chicago Red Stars      |
| Mediocampista | Lindsey Horan      | Portland Thorns FC     |
| Mediocampista | Sofia Huerta       | Chicago Red Stars      |
| Delantera     | Alex Morgan        | Orlando Pride          |
| Delantera     | Megan Rapinoe      | Seattle Reign FC       |

### 2018
Fuente:
| Posición      | Jugadora         | Club                   |
| ------------- | ---------------- | ---------------------- |
| Portera       | Adrianna Franch  | Portland Thorns FC     |
| Defensora     | Emily Sonnett    | Portland Thorns FC     |
| Defensora     | Abby Dahlkemper  | North Carolina Courage |
| Defensora     | Becky Sauerbrunn | Utah Royals FC         |
| Defensora     | Abby Erceg       | North Carolina Courage |
| Mediocampista | Tobin Heath      | Portland Thorns FC     |
| Mediocampista | Lindsey Horan    | Portland Thorns FC     |
| Mediocampista | McCall Zerboni   | North Carolina Courage |
| Delantera     | Crystal Dunn     | North Carolina Courage |
| Delantera     | Sam Kerr         | Chicago Red Stars      |
| Delantera     | Megan Rapinoe    | Seattle Reign          |

| Posición      | Jugadora           | Club                   |
| ------------- | ------------------ | ---------------------- |
| Portera       | Lydia Williams     | Seattle Reign          |
| Defensora     | Emily Menges       | Portland Thorns FC     |
| Defensora     | Merritt Mathias    | North Carolina Courage |
| Defensora     | Steph Catley       | Seattle Reign          |
| Defensora     | Julie Ertz         | Chicago Red Stars      |
| Mediocampista | Carli Lloyd        | Sky Blue FC            |
| Mediocampista | Christine Sinclair | Portland Thorns FC     |
| Mediocampista | Debinha            | North Carolina Courage |
| Delantera     | Lynn Williams      | North Carolina Courage |
| Delantera     | Sofia Huerta       | Houston Dash           |
| Delantera     | Rachel Daly        | Houston Dash           |

### 2019
Fuente:
| Posición      | Jugadora         | Club                   |
| ------------- | ---------------- | ---------------------- |
| Portera       | Aubrey Bledsoe   | Washington Spirit      |
| Defensora     | Abby Dahlkemper  | North Carolina Courage |
| Defensora     | Ali Krieger      | Orlando Pride          |
| Defensora     | Becky Sauerbrunn | Utah Royals FC         |
| Defensora     | Casey Short      | Chicago Red Stars      |
| Mediocampista | Julie Ertz       | Chicago Red Stars      |
| Mediocampista | Lindsey Horan    | Portland Thorns FC     |
| Mediocampista | Rose Lavelle     | Washington Spirit      |
| Delantera     | Tobin Heath      | Portland Thorns FC     |
| Delantera     | Sam Kerr         | Chicago Red Stars      |
| Delantera     | Christen Press   | Utah Royals FC         |

| Posición      | Jugadora         | Club                   |
| ------------- | ---------------- | ---------------------- |
| Portera       | Alyssa Naeher    | Chicago Red Stars      |
| Defensora     | Lauren Barnes    | Reign FC               |
| Defensora     | Abby Erceg       | North Carolina Courage |
| Defensora     | Kelley O'Hara    | Utah Royals FC         |
| Defensora     | Emily Sonnett    | Portland Thorns FC     |
| Mediocampista | Bethany Balcer   | Reign FC               |
| Mediocampista | Crystal Dunn     | North Carolina Courage |
| Mediocampista | Yūki Nagasato    | Chicago Red Stars      |
| Delantera     | Kristen Hamilton | North Carolina Courage |
| Delantera     | Carli Lloyd      | Sky Blue FC            |
| Delantera     | Megan Rapinoe    | Reign FC               |

### 2021
Fuente:
| Posición                  | Jugadora          | Club                   |
| ------------------------- | ----------------- | ---------------------- |
| Portera                   | Kailen Sheridan   | NJ/NY Gotham FC        |
| Defensora                 | Caprice Dydasco   | NJ/NY Gotham FC        |
| Defensora                 | Alana Cook        | OL Reign               |
| Defensora                 | Sarah Gorden      | Chicago Red Stars      |
| Defensora                 | Carson Pickett    | North Carolina Courage |
| Centrocampista/ Delantera | Ashley Hatch      | Washington Spirit      |
| Centrocampista/ Delantera | Jess Fishlock     | OL Reign               |
| Centrocampista/ Delantera | Eugénie Le Sommer | OL Reign               |
| Centrocampista/ Delantera | Margaret Purce    | NJ/NY Gotham FC        |
| Centrocampista/ Delantera | Trinity Rodman    | Washington Spirit      |
| Centrocampista/ Delantera | Angela Salem      | Portland Thorns FC     |

| Posición                  | Jugadora           | Club                 |
| ------------------------- | ------------------ | -------------------- |
| Portera                   | Bella Bixby        | Portland Thorns FC   |
| Defensora                 | Sofia Huerta       | OL Reign             |
| Defensora                 | Emily Menges       | Portland Thorns FC   |
| Defensora                 | Emily Fox          | Racing Louisville FC |
| Defensora                 | Meghan Klingenberg | Portland Thorns FC   |
| Centrocampista/ Delantera | Bethany Balcer     | OL Reign             |
| Centrocampista/ Delantera | Lindsey Horan      | Portland Thorns FC   |
| Centrocampista/ Delantera | Mallory Pugh       | Chicago Red Stars    |
| Centrocampista/ Delantera | Rachel Daly        | Houston Dash         |
| Centrocampista/ Delantera | Sydney Leroux      | Orlando Pride        |
| Centrocampista/ Delantera | Ifeoma Onumonu     | NJ/NY Gotham FC      |

### 2022
Fuente:
| Posición                  | Jugadora        | Club                   |
| ------------------------- | --------------- | ---------------------- |
| Portera                   | Kailen Sheridan | San Diego Wave FC      |
| Defensora                 | Alana Cook      | OL Reign               |
| Defensora                 | Naomi Girma     | San Diego Wave FC      |
| Defensora                 | Sofia Huerta    | OL Reign               |
| Defensora                 | Carson Pickett  | North Carolina Courage |
| Centrocampista/ Delantera | Sam Coffey      | Portland Thorns FC     |
| Centrocampista/ Delantera | Lo'eau LaBonta  | Kansas City Current    |
| Centrocampista/ Delantera | Alex Morgan     | San Diego Wave FC      |
| Centrocampista/ Delantera | Debinha         | North Carolina Courage |
| Centrocampista/ Delantera | Mallory Pugh    | Chicago Red Stars      |
| Centrocampista/ Delantera | Sophia Smith    | Portland Thorns FC     |

| Posición                  | Jugadora         | Club                   |
| ------------------------- | ---------------- | ---------------------- |
| Portera                   | Adrianna Franch  | Kansas City Current    |
| Defensora                 | Kelli Hubly      | Portland Thorns FC     |
| Defensora                 | Hailie Mace      | Kansas City Current    |
| Defensora                 | Tatumn Milazzo   | Chicago Red Stars      |
| Defensora                 | Becky Sauerbrunn | Portland Thorns FC     |
| Centrocampista/ Delantera | Kerolin          | North Carolina Courage |
| Centrocampista/ Delantera | Jess Fishlock    | OL Reign               |
| Centrocampista/ Delantera | Rose Lavelle     | OL Reign               |
| Centrocampista/ Delantera | Diana Ordóñez    | North Carolina Courage |
| Centrocampista/ Delantera | Megan Rapinoe    | OL Reign               |
| Centrocampista/ Delantera | Ebony Salmon     | Houston Dash           |

### 2023
Fuente:
| Posición                  | Jugadora      | Club                   |
| ------------------------- | ------------- | ---------------------- |
| Portera                   | Jane Campbell | Houston Dash           |
| Defensora                 | Naomi Girma   | San Diego Wave FC      |
| Defensora                 | Ali Krieger   | NJ/NY Gotham FC        |
| Defensora                 | Sarah Gorden  | Angel City FC          |
| Defensora                 | Sam Staab     | Washington Spirit      |
| Centrocampista/ Delantera | Sam Coffey    | Portland Thorns FC     |
| Centrocampista/ Delantera | Debinha       | North Carolina Courage |
| Centrocampista/ Delantera | Jaedyn Shaw   | San Diego Wave FC      |
| Centrocampista/ Delantera | Kerolin       | North Carolina Courage |
| Centrocampista/ Delantera | Sophia Smith  | Portland Thorns FC     |
| Centrocampista/ Delantera | Lynn Williams | NJ/NY Gotham FC        |

| Posición                  | Jugadora           | Club                   |
| ------------------------- | ------------------ | ---------------------- |
| Portera                   | Kailen Sheridan    | San Diego Wave FC      |
| Defensora                 | Emily Fox          | North Carolina Courage |
| Defensora                 | Kaleigh Kurtz      | North Carolina Courage |
| Defensora                 | Jenna Nighswonger  | NJ/NY Gotham FC        |
| Defensora                 | Mary Alice Vignola | Angel City FC          |
| Centrocampista/ Delantera | Savannah DeMelo    | Racing Louisville FC   |
| Centrocampista/ Delantera | Savannah McCaskill | Angel City FC          |
| Centrocampista/ Delantera | Denise O'Sullivan  | North Carolina Courage |
| Centrocampista/ Delantera | Ashley Hatch       | Washington Spirit      |
| Centrocampista/ Delantera | Alex Morgan        | San Diego Wave FC      |
| Centrocampista/ Delantera | Trinity Rodman     | Washington Spirit      |

### 2024
Fuente:
| Posición                  | Jugadora          | Club                   |
| ------------------------- | ----------------- | ---------------------- |
| Portera                   | Ann-Katrin Berger | NJ/NY Gotham FC        |
| Defensora                 | Emily Sams        | Orlando Pride          |
| Defensora                 | Casey Krueger     | Washington Spirit      |
| Defensora                 | Kaleigh Kurtz     | North Carolina Courage |
| Defensora                 | Jenna Nighswonger | NJ/NY Gotham FC        |
| Centrocampista/ Delantera | Temwa Chawinga    | Kansas City Current    |
| Centrocampista/ Delantera | Barbra Banda      | Orlando Pride          |
| Centrocampista/ Delantera | Marta             | Orlando Pride          |
| Centrocampista/ Delantera | Croix Bethune     | Washington Spirit      |
| Centrocampista/ Delantera | Trinity Rodman    | Washington Spirit      |
| Centrocampista/ Delantera | Sophia Smith      | Portland Thorns FC     |

| Posición                  | Jugadora           | Club                   |
| ------------------------- | ------------------ | ---------------------- |
| Portera                   | Anna Moorhouse     | Orlando Pride          |
| Defensora                 | Naomi Girma        | San Diego Wave FC      |
| Defensora                 | Tara McKeown       | Washington Spirit      |
| Defensora                 | Kerry Abello       | Orlando Pride          |
| Defensora                 | Ryan Williams      | North Carolina Courage |
| Centrocampista/ Delantera | Vanessa DiBernardo | Kansas City Current    |
| Centrocampista/ Delantera | Lo'eau LaBonta     | Kansas City Current    |
| Centrocampista/ Delantera | Hal Hershfelt      | Washington Spirit      |
| Centrocampista/ Delantera | Esther González    | NJ/NY Gotham FC        |
| Centrocampista/ Delantera | Rose Lavelle       | NJ/NY Gotham FC        |
| Centrocampista/ Delantera | Yazmeen Ryan       | NJ/NY Gotham FC        |

### Más apariciones
Sólo se muestran jugadoras que aparecieron en los mejores equipos más de una vez.
Actualizado al 18 de noviembre de 2024.
* jugadoras que aparecieron en la edición 2024
|  | Jugadoras activas en la NWSL |

| Nac.                      | Jugadora            | Mejor equipo | Segundo mejor equipo | Total |
| ------------------------- | ------------------- | ------------ | -------------------- | ----- |
| Bandera de Estados Unidos | Becky Sauerbrunn    | 7            | 1                    | 8     |
| Bandera de Gales          | Jess Fishlock       | 5            | 2                    | 7     |
| Bandera de Estados Unidos | Ali Krieger         | 4            | 2                    | 6     |
| Bandera de Estados Unidos | Julie Ertz          | 2            | 4                    | 6     |
| Bandera de Estados Unidos | Megan Rapinoe       | 1            | 5                    | 6     |
| Bandera de Estados Unidos | Christen Press      | 4            | 1                    | 5     |
| Bandera de Estados Unidos | Sofia Huerta        | 1            | 4                    | 5     |
| Bandera de Estados Unidos | Casey Krueger*      | 3            | 1                    | 4     |
| Bandera de Estados Unidos | Crystal Dunn        | 2            | 2                    | 4     |
| Bandera de Estados Unidos | Adrianna Franch     | 2            | 2                    | 4     |
| Bandera de Estados Unidos | Lauren Holiday      | 2            | 2                    | 4     |
| Bandera de Estados Unidos | Lindsey Horan       | 2            | 2                    | 4     |
| Bandera de Estados Unidos | Emily Menges        | 1            | 3                    | 4     |
| Bandera de Estados Unidos | Alex Morgan         | 1            | 3                    | 4     |
| Bandera de Estados Unidos | Carli Lloyd         | 0            | 4                    | 4     |
| Bandera de Estados Unidos | Abby Dahlkemper     | 3            | 0                    | 3     |
| Bandera de Estados Unidos | Tobin Heath         | 3            | 0                    | 3     |
| Bandera de Australia      | Sam Kerr            | 3            | 0                    | 3     |
| Bandera de Estados Unidos | Sophia Smith*       | 3            | 0                    | 3     |
| Bandera de Estados Unidos | Lauren Barnes       | 2            | 1                    | 3     |
| Bandera de Brasil         | Debinha             | 2            | 1                    | 3     |
| Bandera de Estados Unidos | Naomi Girma*        | 2            | 1                    | 3     |
| Bandera de Escocia        | Kim Little          | 2            | 1                    | 3     |
| Bandera de Estados Unidos | Allie Long          | 2            | 1                    | 3     |
| Bandera de Estados Unidos | Christie Pearce     | 2            | 1                    | 3     |
| Bandera de Estados Unidos | Trinity Rodman*     | 2            | 1                    | 3     |
| Bandera de Canadá         | Kailen Sheridan     | 2            | 1                    | 3     |
| Bandera de Estados Unidos | Lynn Williams       | 2            | 1                    | 3     |
| Bandera de Nueva Zelanda  | Abby Erceg          | 1            | 2                    | 3     |
| Bandera de Estados Unidos | Rose Lavelle*       | 1            | 2                    | 3     |
| Bandera de Estados Unidos | Alyssa Naeher       | 1            | 2                    | 3     |
| Bandera de Estados Unidos | Danielle Colaprico  | 0            | 3                    | 3     |
| Bandera de Australia      | Steph Catley        | 0            | 3                    | 3     |
| Bandera de Estados Unidos | Sam Coffey          | 2            | 0                    | 2     |
| Bandera de Estados Unidos | Alana Cook          | 2            | 0                    | 2     |
| Bandera de Estados Unidos | Sarah Gorden        | 2            | 0                    | 2     |
| Bandera de Brasil         | Marta*              | 2            | 0                    | 2     |
| Bandera de Estados Unidos | Carson Pickett      | 2            | 0                    | 2     |
| Bandera de Estados Unidos | McCall Zerboni      | 2            | 0                    | 2     |
| Bandera de Estados Unidos | Nicole Barnhart     | 1            | 1                    | 2     |
| Bandera de Estados Unidos | Leigh Ann Brown     | 1            | 1                    | 2     |
| Bandera de Estados Unidos | Kendall Fletcher    | 1            | 1                    | 2     |
| Bandera de Estados Unidos | Ashley Hatch        | 1            | 1                    | 2     |
| Bandera de Brasil         | Kerolin             | 1            | 1                    | 2     |
| Bandera de Estados Unidos | Kaleigh Kurtz*      | 1            | 1                    | 2     |
| Bandera de Estados Unidos | Sydney Leroux       | 1            | 1                    | 2     |
| Bandera de Estados Unidos | Jessica McDonald    | 1            | 1                    | 2     |
| Bandera de Estados Unidos | Jenna Nighswonger*  | 1            | 1                    | 2     |
| Bandera de Estados Unidos | Mallory Swanson     | 1            | 1                    | 2     |
| Bandera de Estados Unidos | Emily Sonnett       | 1            | 1                    | 2     |
| Bandera de Estados Unidos | Arin Wright         | 1            | 1                    | 2     |
| Bandera de Estados Unidos | Bethany Balcer      | 0            | 2                    | 2     |
| Bandera de Estados Unidos | Stephanie Cox       | 0            | 2                    | 2     |
| Bandera de Inglaterra     | Rachel Daly         | 0            | 2                    | 2     |
| Bandera de Estados Unidos | Vanessa DiBernardo* | 0            | 2                    | 2     |
| Bandera de Estados Unidos | Emily Fox           | 0            | 2                    | 2     |
| Bandera de Estados Unidos | Meghan Klingenberg  | 0            | 2                    | 2     |
| Bandera de Canadá         | Christine Sinclair  | 0            | 2                    | 2     |